# Motupipi (fleuve)
Le fleuve Motupipi  (en anglais : Motupipi River) est un petit cours d’eau de la région de Tasman dans l’Île du Sud de la Nouvelle-Zélande.

## Géographie
Il s’écoule vers le nord pour atteindre la Golden Bay à l’ est de la ville de Takaka.
(en) Land Information New Zealand, « détail emplacement: Motupipi (fleuve) », sur New Zealand Gazetteer